# Ibrahim Hussein (kunstenaar)
Ibrahim Hussein (Sungai Limau, 3 maart 1936 - Pantai, 19 februari 2009) was een Maleisisch kunstenaar. Als medium gebruikte hij  "druksel", een combinatie van druk en collage.
Hussein was afkomstig uit de streek van Kedah in Maleisië. Hij begon in 1956 te studeren aan de kunstacademie van  Singapore. In 1959 verhuisde hij naar Londen, waar hij studeerde aan de  "Byam Shaw School of Art" en de "Royal Academy". Tijdens zijn verblijf in  Londen, werkte hij als postbode en als figurant om rond te komen. Hij keerde terug naar  Maleisië om er residerend kunstenaar aan de University of Malaya te worden. In 1991 richtte hij in het regenwoud van Langkawi het  "Ibrahim Hussein Museum and Cultural Foundation" op, een stichting en museum voor de promotie, de ontwikkeling en bevordering van kunst en cultuur. Ibrahim  overleed in februari 2009 aan een  hartaanval.